# Долгушин, Донат Александрович
Донат Александрович Долгу́шин (1903—1995) — советский селекционер, доктор биологических наук (1936), академик ВАСХНИЛ (1948) (не был избран академиком, но был назначен им согласно постановлению Совета Министров СССР по поручению Политбюро), сотрудник Т. Д. Лысенко.

## Биография
Родился 16 (29 октября) 1903 года в Пензе в семье агронома.
В 1922 году поступил, а в 1927 году окончил Тифлисский политехнический институт (Грузинский политехнический институт, г. Тбилиси).
- В 1928—1931 — ассистент Ганджинской селекционной станции (г. Гянджа, Азербайджанской ССР)[1].
- В 1931—1941 — лаборатория физиологии развития растений, затем — отдел селекции зерновых культур (старший научный сотрудник) Украинского института селекции, позднее — Всесоюзный селекционно-генетический институт (ВСГИ), г. Одесса[1].
- В 1941—1944 — (село Кибрай Ташкентской области — г. Одесса) — заместитель директора этого института[1].
- В 1944—1948 — заместитель директора по научной работе экспериментальной базы ВАСХНИЛ «Горки Ленинские», Ленинский район Московской области[1].
- В 1948—1951 — заведующий лабораторией селекции базы ВАСХНИЛ «Горки Ленинские»[1].
- В 1951—1966 — заместитель директора ВСГИ по научной работе[1].
- В 1966—1988 — заведующий лабораторией биологии развития сельскохозяйственных растений[1].
- В 1988—1992 — советник при дирекции ВСГИ[3].

Академик Д. А. Долгушин председательствовал в экспертной комиссии по биологии ВАК, был членом Государственной комиссии по сортоиспытанию сельскохозяйственных культур Министерства Сельского хозяйства (МСХ) СССР, работал в редколлегии журнала «Селекция и семеноводство».
Умер 1 февраля 1995 года. Похоронен в Санкт-Петербурге на Серафимовском кладбище.

## Научные работы
Д. А. Долгушин разрабатывал сорта пшеницы, включая ветвистую пшеницу. Согласно данным сайта Российской Академии Наук, 13 марта 1941 г. Д. А. Долгушину была присуждена Сталинская премия второй степени в размере 50000 рублей «за разработку методов получения высококачественной элиты зерновых культур и за выведение новых сортов пшеницы „1163“ и „ОД-013“». Согласно данным сайта Российской Академии Сельскохозяйственный Наук (РАСХН), Д. А. Долгушин являлся автором сорта яровой мягкой пшеницы «Одесская 13» и соавтором наиболее распространенных до 1960-х годов сортов озимой мягкой пшеницы. Совместно с Т. Д. Лысенко Долгушин разрабатывал метод яровизации картофеля и летние посадки семенного картофеля в южных регионах Д. А. Долгушин разрабатывал единую систему семеноводства зерновых колосовых культур и подбор пар для скрещивания с предварительным стадийным анализом. При работе над ускоренным выведением сортов был использован следующий принцип, описанный Долгушиным: «родителей необходимо подбирать по принципу наименьшего количества отрицательных признаков, а не по наибольшему количеству положительных». А вот как сам Долгушин описывал результаты работы над «сортом 1163» (уже после шестого поколения), которая велась на основе этого принципа: «всходы показали большую изреженность и неравномерность», что могло быть только следствием генетических дефектов. Более того, «в период налива зерна стали обнаруживаться растения, поражённые твёрдой головнёй». Кроме того, количество семян было намного меньше того, которое необходимо для проведения не только государственного сортоиспытания, но даже производственного испытания — как отмечает Долгушин, всего 500 граммов семян.
Заведующий отделом селекции и семеноводства пшеницы Селекционно-генетического института УААН, член-корреспондент УААН Н. А. Литвиненко в журнале «Хранение и переработка зерна» за 12 мая 2000 г. утверждал, что академик Долгушин создал высокорослые сорта пшеницы с генетическим потенциалом урожайности 60-75 центнеров с гектара и повышенной устойчивостью к полеганию — Одесская 117, Одесская 161, Одесская 265, Одесская 267, занесённые в настоящее время в государственный Реестр Украины. Исследователь отмечает высокий уровень адаптации этих сортов к таким неблагоприятным факторам, как засухи, низкие температуры, заболевания и вредители, а также несоблюдение сельскохозяйственных технологий.
Доктор сельскохозяйственных наук, заслуженный деятель науки России, лауреат Государственной премии Петр Фёдорович Кононков утверждал, что приблизительно в 1983 году сорт озимой пшеницы «Одесская 56» селекции Д. А. Долгушина занял более 6 миллионов гектаров, и автор сорта был представлен к званию Героя Социалистического труда. Однако, награда была понижена до ордена из-за того, что на своём 80-летнем юбилее на торжественном заседании Учёного Совета ВСГИ Долгушин заявил, что своими успехами в селекции он обязан теории стадийного развития и другим разработкам академика Т. Д. Лысенко.

## Критика
В. Н. Сойфер в своей книге «Власть и наука. Разгром коммунистами генетики в СССР», а также в обзорной статье в журнале Nature Reviews Genetics отмечал ряд несостоятельных, по мнению критиков, теорий и разработок, применявшихся Д. А. Долгушиным совместно с Т. Д. Лысенко, среди них — ветвистую пшеницу и летние посадки картофеля, работа над которыми завершилась полным провалом, методику ускоренного выведения сорта «1163», который не являлся сортом, по существовавшим в те годы и позднее критериям,
а также лженаучную и средневековую, по утверждениям критиков, теорию порождения видов (Долгушин считал, что овёс мог порождать рожь).
А. А. Любищев в своей книге «О монополии Т. Д. Лысенко в биологии» так характеризует деятельность Долгушина по отмене сортовой изоляции: «следовало бы привлечь его к ответственности за то вредное мероприятие, которое он „со всей ответственностью“ рекомендовал». Долгушин писал: «нет сейчас такой силы, которая заставила бы Госсортсеть принять в испытание сорт, пёстрый по „рубашке“, хотя бы он вдвое превышал другие сорта по урожаю или другим хозяйственно ценным признакам». По этому поводу Любищев отмечает: «сорт, „пёстрый по рубашке“, есть смесь сортов, а не настоящий сорт: из него надо сначала выделить сорта на селекционных станциях, а потом уже пускать в Госсортсеть. Все высокопродуктивные сорта растений и животных отличаются однородностью по внешним признакам… Предложение Долгушина судить только по урожаю, игнорируя чистосортность, в сущности, совершенно ликвидирует организацию семеноводства».

## Награды и премии
- Сталинская премия II степени (13 марта 1941) — за разработку методов получения высококачественной элиты зерновых культур и за выведение новых сортов пшеницы «1163» и «ОД-013»[1]
- Государственная премия СССР (1979) — за выведение новых сортов озимой пшеницы интенсивного типа, получивших широкое распространение[1]
- Государственная премия УССР в области науки и техники (1975)[1]
- четыре ордена Ленина (1949[1], 1962[1], 1971[1], 1983[3])
- орден Октябрьской революции (1973)[1]
- два ордена Трудового Красного Знамени (1954, 1979)[1]
- медаль «За доблестный труд в Великой Отечественной войне 1941-1945 гг.» (1946)[1]
- Малая золотая медаль ВСХВ (1940)[1]
- Большая серебряная медаль ВДНХ (1955)[1]

## Сочинения
1929
- К вопросу о сущности озими/Соавт. Т. Д. Лысенко.— В кн.: Труды Всесоюзного съезда по генетике, селекции, семеноводству и племенному животноводству, в Ленинграде 10—16 января 1929 г. Л. 1929, т. 3, с. 188—199. То же. — Отдельный оттиск — [Л.], 1929. — 189—199 с.

1932
- К вопросу о фотопериодическом последействии. — Бюллетень яровизации, 1932, № 1, с. 30—35.
- О комплексе факторов, обуславливающих плодоношение проса. — Бюллетень яровизации, с. 36—38.
- Ускорение развития картофеля в полевых условиях социалистического сельского (хозяйства / Соавтор Т. Д. Лысенко.— Бюллетень яровизации, № 2/3, с. 35—45.

1934
- Яровизацию — на службу социалистическому сельскому хозяйству /Соавтор Т. Д. Лысенко. — В книге: Сельскохозяйственная наука в СССР. М.; Л., 1934, с. 94—114.

1935
- История сорта. — Москва; Одесса: Издательство ВАСХНИЛ 1935. —44 с. См. также: Яровизация, 1935, № 3, с. 13—56.
- Мировая коллекция пшениц на фоне яровизации. — М.: Сельхозгиз, 1935. — 109 с.

1936
- О методике скрещивания и размножения обновленных семян. — Яровизация, 1936, № 5, с. 69—81.
- Размножение семян внутрисортового скрещивания: Руководство для хат-лабораторий —Одесса, 1936. — 18 с. — В надзаголовке: Селекционно-генетический институт.

1937
- Внутрисортовое скрещивание.—М.: Сельхозгиз, 1937.— 29 с.— (Новое в сельском хозяйстве; Вып. 11).
- [Выступление на IV сессии ВАСХНИЛ].— Селекция и семеноводство, 1937, № 2, с. 36—37.
- Новая техника внутрисортовых скрещиваний. — Бюллетень ВАСХНИЛ, 1937, № 5, с. 21—24.
- О переделке наследственного основания растений.— Яровизация, 1937, № 1, с. 103—112.
- Пути селекции озимой пшеницы. — Яровизация, № 5, с. 61 —71.

1938
- Внутрисортовое скрещивание озимой и яровой пшеницы / Соавтор Т. Д. Лысенко.—Селекция и семеноводство, 1938, № 8/9, с. 7—8.
- Внутрисортовое скрещивание растений. — М.: Сельхозгиз, 1938.— 31 с.
- Руководство по внутрисортовому скрещиванию озимой и яровой пшеницы / Соавтор Т. Д. Лысенко.— М.: Сельхозгиз, 1938.— 14 с.

1939
- Борьба за дарвинистские основы семеноводства.— Яровизация, 1939, № 1, с. 37—52.
- Семеноводческая работа Всесоюзного селекционно-генетического института. — Селекция и семеноводство, 1939, № 5, с. 16—17.

1941
- Одесская 13. — Яровизация, 1941, № 3, с. 32—37.
- Семеноводство зерновых культур. — Яровизация, № 1, с. 6—26.

1946
- О некоторых особенностях процесса оплодотворения у растений. — Агробиология, 1946, № 3, с. 51—58.
- Поліпшення природи сортів. — В кн.: Посібнік по сіл. госп-ву. Київ; Харьків, 1946, кн. 1, с. 355—375.

1948
- Речь [на сессии ВАСХНИЛ].—Селекция и семеноводство, 1948, № 9, с. 50—51.

1949
- Мичуринские принципы селекции и семеноводства культурных растений: Стенограмма публичной лекции, прочитанной в Центральном лектории Общества в Москве. — М.: Правда, 1949. — 23 с. — В надзаголовке: Всесоюзное общество по распространению политических и научных знаний.

1950
- Мичуринские принципы селекции и семеноводства культурных растений: Научно-популярная лекция. — М.: Правда, 1950.— 23 с.— (Всесоюзное общество по распространению политических и научных знаний. Колхозная серия).
- A novenynemesites es magtermesztes Miesurini elvei.— Budapest: Athenaeum konyvkiado N. V., 1950.— 31 p.— (Mezogazd. kiskonyvtar; N 7).
- Principiile miciuriniste de arneliorare si de producere a semintelor de plante cultivate. — Bucuresti: Ed. de Stat, 1950.— 38 p. — (RPR. Ministerul agriculturii. Pentru ridicarea agriculturii in RPR).

1951
- Мичуринские принципы селекции и семеноводства культурных растений: Стенограмма публичной лекции. — Баку, 1951.— 28 с. — В надзаголовке: Общество по распространению политических и научных знаний АзССР. — Азербайджан.

1952
- Будьте мастерами обильных урожаев. — Молодой колхозник, 1952, № 3, с. 24.

1953
- Достижения науки — социалистическому производству/ Соавтор: А. В. Пухальский и другие. — Достижения науки и передового опыта в сельском хозяйстве, 1953, № 3, с. 22—39.
- Опыт получения ржи из растений овса. — Агробиология, 1953, № 5, с. 86—91.

1954
- Случай естественного «срастания» деревьев разных видов.— Агробиология, 1954, № 1, с. 138—140.

1955
- О развитии и применении мичуринских принципов в селекции культурный растений.—Достижения науки и передовго опыта в сельском хозяйстве, 1955, № 10, с. 20—25.
- Сорт. — В кн.: С.-х. энциклопедия. 3-е изд., 1955, т. 4, с. 556—558.
- Шляхами видатного дослідника. —Наука i життя, 1955, № 10, с. 23—25.

1957
- Возникновение побега сливы на абрикосе. — Агробиология, 1957, № 2, с. 44—46.
- Всесоюзный селекционно-генетический институт имени Т. Д. Лысенко. — Вестн. с.-х. науки, 1957, № 9, с. 3—12.
- На службе производству / Соавт.: Б. Э. Берченко, С. Н. Фастовец. — Селекция и семеноводство, 1957, № 6, с. 15—24.
- Нужна ли кастрация колосьев пшеницы при межсортовых и внутрисортовых скрещиваниях / Соавтор Э. М. Темиразова. — Бюллетень Всесоюзного селекционно-генетического института, 1957, № 3, с. 9—13.

1958
- Особенности стадийного развития озимой пшеницы в условиях осеннего посева. — Агробиология, 1956, № 3, с. 19-33.
- Особенности стадийного развития озимых пшениц в условиях осеннего посева. — Научные труды / Всесоюзный селекционно-генетический институт, 1958, вып. 3, с. 30—54.

1959
- Особенности стадийного развития пшениц в условиях осеннего посева. — В кн.: Наследственность и изменчивость растений, животных и микроорганизмов. М., 1959, т. 1, с. 51 — 64.

1960
- Дарвинизм и селекция растений.—Агробиология, 1960, № 1,с. 16—26.
- Мичуринские принципы селекции и семеноводства растений.— В книге: Материалы научно-методического совещания по селекции и семеноводству. Одесса, 1960, с. 42—50.

1962
- Новые данные о стадийном развитии озимых растений.— В книге: Тезисы докладов сотрудников Всесоюзного селекционно-генетического института на Научно-методическом совещании по применению и дальнейшему развитию мичуринских методов в селекции сельскохозяйственных растений. Одесса, 1962, с. 3-5.
- О стадийном развитии озимых растений. — Агробиология, 1962, № 5, с. 643—665. См. также: Научные труды / Всесоюзный селекционно-генетический институт, 1962, юбил. вып., с. 225—250.
- О стадийном развитии растений. — Земледелие, 1962, № 9, с. 3—10.

1963
- О взаимосвязи между озимостью и зимостойкостью, — Селекция и семеноводство, 1963, № 1, с. 34—38.
- О получении озимых твердых пшениц из яровых. — Агробиология, 1963, № 2, с. 192—201.
- Получение озимых твердых пшениц из яровых. — В книге: Управление наследственностью с.-х. растений. М., 1963, с. 47—56.
- Принципы «расшатывания» консерватизма наследственности растений. — Агробиология, 1963, № 5, с. 652—661.
- Свойство озимости растений и некоторые вопросы селекции озимых пшениц. — В книге: За развитие мичуринской агробиологической науки. М., 1963, с. 185—193.

1964
- О теоретической несостоятельности и практической бесплодности формальной генетики / Соавторы: А. С. Мусийко и др.— Вестник с.-х. науки, 1964, № 8, с. 149—154.

1966
- Использование биологических закономерностей в селекции озимой пшеницы. — В книге: Пути повышения урожайности зерновых колосовых культур. М., 1966, с. 256—264.

1967
- Новый перспективный сорт озимой пшеницы Одесская 51. — Научно-технический бюллетень Всесоюзного селекционно-генетического института, 1967, выпуск 7, с. 3—5.

1968
- О наследовании признака зимостойкости у гибридов озимой пшеницы. — В книге: Приемы и методы повышения зимостойкости озимых зерновых культур. М., 1968, с. 40—47.
- О получении холодостойких форм кукурузы/Соавтор Д. А. Унупоглян. — Научно-технический бюллетень Всесоюзного селекционно-генетического института, 1968 (1969), выпуск 9, с. 29—33.
- Особенности стадийного развития однолетних растений /Соавт. О. А. Никифоров. — Сборник научных трудов / Всесоюзный селекционно-генетический институт. 1968, выпуск 8, с. 225—243.

1969
- Новый сорт озимой пшеницы. — В книге: Сіл. календарь. 1970. Київ, 1969, с. 19. — Украина.
- Формирование некоторых признаков и свойств у гибридов озимой пшеницы в зависимости от сроков посева / Соавтор Р. Е. Шестопалова. — Научно-технический бюллетень Всесоюзного селекционно-генетического института, 1969 (1970), вып. 11, с. 48—52.

1970
- Озимая мягкая пшеница Одесская 51 / Соавтор О. А. Никифоров.— Сборник научных трудов / Всесоюзный селекционно-генетический институт, 1970 выпуск 9, с. 99—108.

1973
- Для гарантованої врожайностi. — Хлібороб України, 1973, № 12, с. 8—9.
- Изменение стадии яровизации у яровой пшеницы Московка.— Сборник научных трудов / Всесоюзный селекционно-генетический институт, 1973, вып. 10, с. 143—151.
- Озимая мягкая пшеница Одесская 51: селекция и семеноводство / Соавт.: О. А. Никифоров, В. А. Родионова.— Вестник сельскохозяйственной науки, 1973, № 9, с. 7—20.

1974
- Итоги и перспективы исследований по стадийному развитию сельскохозяйственных растений / Соавт. О. А. Никифоров.— Сборник научных трудов / Всесоюзный селекционно-генетический институт, 1974, вып. 11, с. 14—25.

1976
- Соперник фаворитов / Соавтор. О. Никифоров. — Сел. новь, 1976, № 6, с. 14—16.
- Творческий труд генетиков и селекционеров — новой пятилетке. — Вестник сельскохозяйственной науки, 1976, № 3, с. 39—44.

1980
- Сорт и его первичное семеноводство. — Селекция и семеноводство, 1980, № 10, с. 29—30.
- Стадия яровизации и некоторые биологические особенности современных сортов озимой пшеницы на юге СССР. — Вестник сельскохозяйственной науки, 1980, № 9, с. 46—56.

Работы под редакцией
- Методы и результаты селекционно-семеноводческой работы: Сб. статей / Всесоюзный селекционно-генетический институт. — М: Сельхозгиз. 1956. — 136 с.
- Бюллетень Всесоюзного селекционно-генетического института. № 4. — Одесса, 1958. — 35 с.
- Научные труды / Всесоюзный селекционно-генетический институт. — Вып. 3, 5.— Одесса, 1958, 1962.
- Материалы Научно-методического совещания по селекции и семеноводству. — М., 1960.— 254 с. — В надзаголовке: Всесоюзный селекционно-генетический институт.
- Рекомендации по выращиванию собственных сортов семян в семеноводческих бригадах колхозов и отделениях совхозов /Одесское областное управление сельского хозяйства, Всесоюзный селекционно-генетический институт. — Одесса, 1961. — 50 с.